# (8013) Гордонмур
(8013) Гордонмур (лат. Gordonmoore) — околоземный астероид из группы Амура (III), который был открыт 18 мая 1990 года американским астрономом Элеанорой Хелин в Паломарской обсерватории и назван в честь Гордона Мура, основателя корпорации Intel.

Орбита астероида Гордонмур и его положение в Солнечной системе